# Echenais densemaculata
Echenais densemaculata är en fjärilsart som beskrevs av William Chapman Hewitson 1870. Echenais densemaculata ingår i släktet Echenais och familjen Riodinidae. Inga underarter finns listade i Catalogue of Life.